# Isorropodon nyeggaense
Isorropodon nyeggaense is een tweekleppigensoort uit de familie van de Vesicomyidae. De wetenschappelijke naam van de soort is voor het eerst geldig gepubliceerd in 2011 door Krylova.